# روبن غوسينس
روبن إيفراردوس غوسينس (بالألمانية: Robin Everardus Gosens؛ مواليد 5 يونيو 1993 في إميريش آم راين، ألمانيا) لاعب كرة قدم ألماني يلعب في مركز الجناح أو الظهير الأيسر لصالح نادي إنتر ميلان الإيطالي كما يلعب مع منتخب ألمانيا.
سبق له أن لعب مع أندية فيتيسه آرنهم و‌دوردريخت و‌هيراكليس ألميلو.

## روابط خارجية
- روبن غوسينس على موقع الاتحاد الأوربي (الإنجليزية)
- روبن غوسينس على موقع إي إس بي إن إف سي (الإنجليزية)
- روبن غوسينس على موقع قاعدة بيانات كرة القدم.إي يو (الإنجليزية)
- روبن غوسينس على موقع ليكيب (الفرنسية)
- روبن غوسينس على موقع ناشيونال فوتبول تيمز (الإنجليزية)
- روبن غوسينس على موقع Soccerbase.com (لاعب) (الإنجليزية)
- روبن غوسينس على موقع Soccerway.com (الإنجليزية)
- روبن غوسينس على موقع عالم كرة القدم.نت (الإنجليزية)